# Поди (Лозівський район)
Поди́ — село в Україні, у Лозівській міській громаді Лозівського району Харківської області. Населення становить 40 осіб. До 2020 орган місцевого самоврядування — Миколаївська сільська рада.

## Географія
Село Поди знаходиться в верхів'ях балки Бузінувата по якій протікає пересихаючий струмок з загатами. На відстані 1 км розташоване село Копані і за 3 км - село Петропілля.

## Історія
1920 — дата заснування.
12 червня 2020 року, відповідно до Розпорядження Кабінету Міністрів України  № 725-р «Про визначення адміністративних центрів та затвердження територій територіальних громад Харківської області», увійшло до складу Лозівської міської громади.
17 липня 2020 року, в результаті адміністративно-територіальної реформи та ліквідації колишнього Лозівського району (1923—2020), увійшло до складу новоутвореного Лозівського району Харківської області.